# Luca Fieschi
Luca Fieschi (Genova, 1270 – Avignone, 31 gennaio 1336) è stato un cardinale italiano.

## Biografia
Luca Fieschi nacque a Genova nel 1270 da Niccolò di Tedisio e da una Leonora ed apparteneva alla famiglia guelfa ligure dei conti di Lavagna, che aveva assunto il nome di Fieschi alla fine del XII secolo; era, inoltre, nipote del cardinale Ottobono Fieschi, che nel 1276 divenne papa con il nome di Adriano V, e pronipote di Sinibaldo di Ugo, papa Innocenzo IV. Era legato alle principali famiglie genovesi (i Malaspina, i Grimaldi, i Malocelli) ma anche ai Savoia, dato che Beatrice Fieschi, sorella di Ottobono, si era sposata con Tommaso II di Savoia.
Fu creato cardinale da papa Bonifacio VIII durante il concistoro del 2 marzo 1300 con il titolo di Santa Maria in Via Lata.
Morì il 31 gennaio 1336 ad Avignone; il suo corpo fu trasportato a Genova, sua città natale, e sepolto nella cattedrale di San Lorenzo.

## Conclavi
Il cardinale Luca Fieschi partecipò a tutti e quattro i conclavi che ebbero luogo durante il periodo del suo cardinalato:
- Conclave del 1303, che elesse papa Benedetto XI
- Conclave del 1304-1305, che elesse papa Clemente V
- Conclave del 1314-1316, che elesse papa Giovanni XXII
- Conclave del 1334, che elesse papa Benedetto XII